# Le Ventre de Paris
Pour les articles homonymes, voir ventre (homonymie).
Le Ventre de Paris est un roman écrit par Émile Zola et publié en 1873, troisième roman de la série des Rougon-Macquart. L’action se passe essentiellement aux Halles centrales de Paris, construites par Victor Baltard entre 1854 et 1870. Zola en fait dans son roman une sorte de monstre, comme le seront plus tard le grand magasin dans Au Bonheur des Dames, l’alambic dans l'Assommoir ou la locomotive dans la Bête humaine.
Les membres de la famille des Rougon-Macquart ne jouent pas un rôle essentiel dans le roman : Lisa Macquart, la sœur de Gervaise (voir l'Assommoir), mariée à un nommé Quenu, y est charcutière ; on voit aussi apparaître sa fille, Pauline Quenu, qui sera l’héroïne de La Joie de vivre, et surtout Claude Lantier, son neveu, jeune peintre, futur héros du roman L'Œuvre.

## Résumé
Le personnage principal est Florent, le demi-frère de Quenu. Arrêté par erreur à la suite du coup d'État du 2 décembre 1851, il a été déporté au bagne de Cayenne en Guyane, dont il a réussi à s’évader. Il arrive à Paris en 1858 et obtient une place d’inspecteur au pavillon de la marée, à l’intérieur des Halles.
On y rencontre des personnages variés tels que Lisa Macquart, charcutière, épouse de Quenu (et donc belle-sœur de Florent), ou encore Louise « la belle Normande », poissonnière, fille aînée des Méhudin et rivale de « la belle Lisa ».
Zola développe le thème de la dualité entre les « Gras » et les « Maigres » tout au long du roman. La belle Normande, une Grasse, entend se servir de Florent, un Maigre, pour se venger de Lisa (une Grasse également). Après un vif différend qui a opposé les deux rivales à cause de la fraîcheur douteuse d'un de ses poissons, la belle Normande se rapproche ainsi de Florent, par l'intermédiaire de Muche, son jeune fils, pour qui il devient une sorte de précepteur. Elle voit même en lui un mari potentiel, car il est héritier, ainsi que son frère Quenu, le charcutier, de leur oncle Gradelle. Florent n’est cependant pas du tout réceptif aux avances de la belle Normande.
Il devient par ailleurs ami avec Claude Lantier, artiste peintre bohème et neveu de « la belle Lisa », dès son retour à Paris (au début du roman).
Florent refuse catégoriquement de toucher sa part d’héritage, qu’il laisse comme consignée aux soins de son frère Quenu et de sa femme Lisa, qui le logent et le nourrissent, chez eux à la charcuterie. Considérant qu’il n’a pas de grands besoins pécuniaires, et par une sorte de charité de conscience, il reverse chaque mois discrètement tout son salaire à l'inspecteur en titre malade qu'il remplace, Monsieur Verlaque (la femme de celui-ci abusant hypocritement de cette générosité).
Florent se mêle également de politique, se passionne, participant à des réunions révolutionnaires dans la boutique de Monsieur Lebigre, marchand de vin. Il manigance, idéaliste, naïf et plein de convictions, en prenant des notes et en essayant de rassembler des partisans pour une action violente contre le régime impérial en place, cherchant la justice et une revanche personnelle envers l’État qui l’avait envoyé au bagne.
Lisa prend peur, la situation lui déplaît et semble dégénérer sournoisement, et elle se méfie de plus en plus de ce beau-frère « trop maigre », louche désormais, qu'elle doit supporter chez elle.
La vieille Mademoiselle Saget, quant à elle, participe activement à tous les ragots. Elle fait passer à tort Florent pour un coureur de jupons, puis, parvenant à percer le secret du jeune homme (son évasion du bagne après des années de détention, et la défiance de Lisa à son égard), notamment en faisant parler la petite Pauline, fille des Quenu, elle va le rapporter à deux autres femmes des Halles qui, promettant de garder le secret, se chargeront de répandre la nouvelle dans tout le quartier.
Par ailleurs mal vu en raison de son métier d'inspecteur, de sa personnalité trop douce, trop « Maigre », trop incomprise, Florent est dénoncé collectivement comme conspirateur, notamment par sa belle-sœur Lisa (mais à l’insu de son frère Quenu), et il est arrêté par la police.
Condamné à nouveau, il sera déporté, et la vie des Halles retrouvera son train-train quotidien, toutes querelles oubliées, dans un soulagement hypocrite.

## Explication du titre

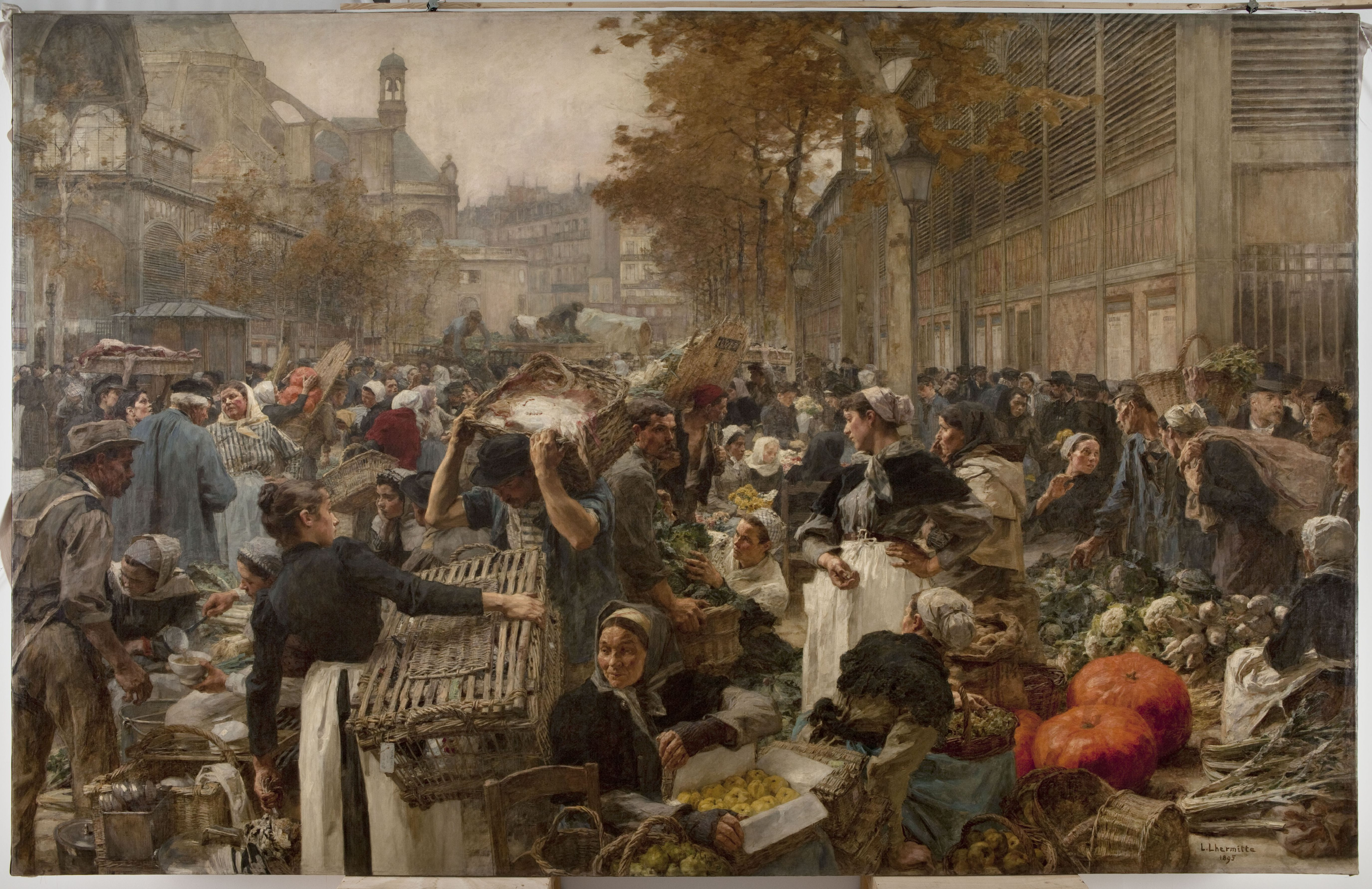
Les Halles, tableau de 1895 de Léon Lhermitte.

Le Ventre de Paris est une métaphore faisant référence aux Halles centrales de Paris par son abondance de denrées : les halles y sont dépeintes comme un monde florissant où rien n'existe à part la nourriture ; la beauté, la richesse et la prospérité riment avec la nourriture. Ainsi, les plus belles femmes, comme Lisa Quenu, sont bien en chair, elles sont bien « grasses » comme la viande de la charcutière.
Le Ventre traduit également une absence totale de cœur. Pour les petits commerçants du roman, le physique peut refléter à la fois le passé et l'âme d'une personne. Ainsi, un homme gras, prospère et en bonne santé est un homme honnête, à la conscience tranquille, tandis qu'un maigre est un crève-la-faim qui a probablement commis des actions condamnables, causes de sa déchéance. Cela se remarque particulièrement avec Florent : les « gras » lui en veulent d'être si maigre et Lisa, bien que sachant qu'il a été envoyé au bagne par erreur, pense que, comme tout bagnard, il a une part de responsabilité. Il y a ici une absence totale d'empathie, nulle pitié ou compassion pour les plus faibles. La majorité des commerçants aime l'Empire, période de prospérité ; tout repose sur l'accumulation et l'avidité.

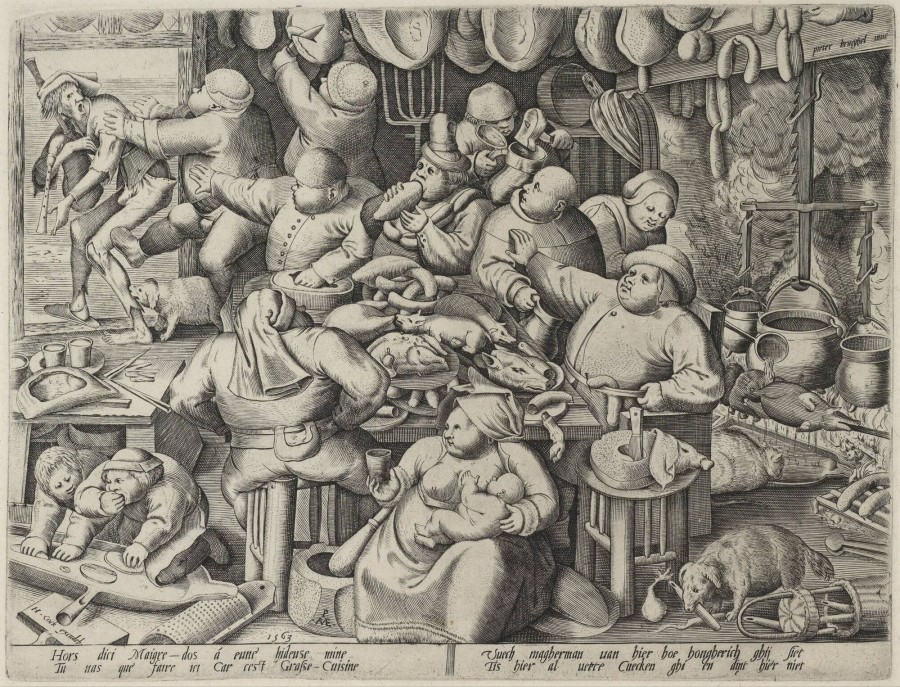
Brueghel — La Cuisine des gras

Le thème de la « série d'estampes » sur la « bataille des gras et des maigres » est explicitement discuté entre Claude et Florent, à mi-roman.
Le séjour qu'effectuent Florent et Claude chez la maraîchère Mme François à la campagne à Nanterre contraste avec ce qui se passe aux Halles de Paris, par les légumes eux-mêmes décrits dans ce passage du roman : « Une grande paix venait
de cette campagne qu’on ne voyait pas. Entre les quatre haies, le long du potager, le soleil de mai avait comme une pâmoison de tiédeur, un silence plein d’un bourdonnement d’insectes, une somnolence d’enfantement heureux. À certains craquements, à certains soupirs légers, il semblait qu’on entendît naître et pousser les légumes{{..}}. Florent allait et venait, dans l’odeur du thym
que le soleil chauffait. Il était profondément heureux de la paix et de la propreté de la terre. Depuis près d’un an, il ne connaissait les légumes que meurtris par les cahots des tombereaux, arrachés de la veille, saignants encore. Il se réjouissait, à les trouver là chez eux, tranquilles dans le terreau, bien portants de tous leurs membres », mais aussi par la personnalité même de Mme François qui vit à la campagne et ne vient aux Halles de Paris que pour vendre ses légumes : « L’après-midi, Mme François et Florent se trouvèrent seuls au bout du potager, dans un coin du terrain planté de quelques arbres fruitiers. Ils s’étaient assis par terre, ils causaient raisonnablement {{..}}. Jamais une femme ne lui avait parlé de la sorte. Elle lui faisait l’effet d’une plante saine et robuste, grandie ainsi que les légumes dans le terreau du potager ; tandis qu’il se souvenait des Lisa, des Normandes, des belles filles des Halles, comme de chairs suspectes, parées à l’étalage. Il respira là quelques heures de bien-être absolu, délivré des odeurs de nourriture au milieu desquelles il s’affolait, renaissant dans la sève de la campagne. »

## Édition
- Le Ventre de Paris, Paris, G. Charpentier, 1878    (Wikisource)